# Pavel Josef Vejvanovský

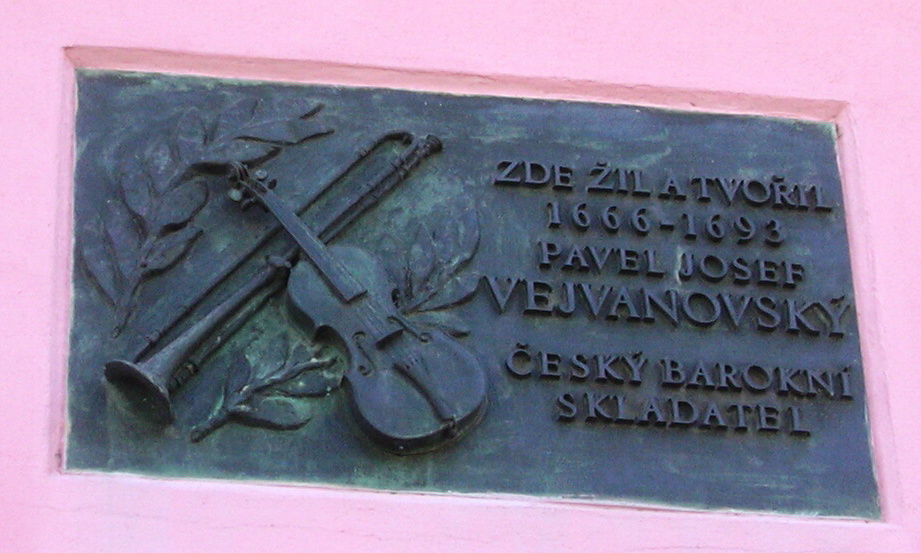

Pavel Josef Vejvanovský, noto nelle forme germanizzate di Paul Joseph Weiwanowsky o Weiwanowsky (Hukvaldy o Hlučín, 1633 o 1639 – Kroměříž, 1693), è stato un compositore e trombettista ceco.

## Biografia
Dal 1656 al 1660 studiò presso il collegio dei Gesuiti di Opava e nello stesso periodo entrò a contatto con la musica di Heinrich Ignaz Franz von Biber e Philipp Jakob Rittler e iniziò così a dedicarsi all'attività compositiva. Nel 1661 fu nominato trombettista al servizio della corte di Leopoldo Guglielmo, principe vescovo di Olomouc (in tedesco Olmütz). Durante la sua vita Vejvanovský userà sempre il titolo di Feldtrompeter (trombettiere di campo), sebbene egli non fosse in realtà qualificato così.
Nel 1664 fu a Kroměříž, dove entrò al servizio del principe vescovo Carl II Liechtenstein-Castelcorno sia come trombettista che come Kapellmeister (maestro di cappella; oltre a ciò i suoi doveri presso la corte comprendevano anche l'attività di copista di musica. Egli possedeva una sua propria collezione musicale di ampio valore. Sembra che egli tenne intimi rapporti con il proprio patrono: questo gli permise di ottenere uno degli onorari più alti (ben 180 fiorini nel 1690) tra quelli ricevuti dal personale di corte.
Egli inoltre fu direttore del coro della chiesa di San Maurizio, dove furono eseguiti numerosi suoi lavori sacri prodotti nei suoi 32 anni trascorsi a Kroměříž. Nella registrazione del suo funerale (non è noto il giorno esatto in cui morì) viene riportato che morì a circa 60 anni.

## Considerazioni sull'artista
Tutte le composizioni di Vejvanovský sopravvivono e sono conservate a Kroměříž. Dei 137 lavori presenti nell'inventario musicale del 1695, 127 risultano essere completi; tuttavia ne esistono molti altri di dubbia attribuzione.
Egli fece un considerevole uso della tromba nella sua musica; sia nelle composizioni vocali che in quelle strumentali scrisse per trombe e tromboni in una maniera tecnicamente superiore a quella della maggior parte dei suoi contemporanei. Un'eccezione tra questi fu Schmelzer, che Vejvanovský ebbe occasione di conoscere e col quale studiò per un certo periodo. La sua musica mostra diversi tratti tipici della scuola di Schmelzer e di altri compositori associati alla corte dell'imperatore Leopoldo I a Vienna.

## Composizioni

### Messe
| N. Inventario | Titolo                  | Organico                                                                           | Data composizione | Note               |
| ------------- | ----------------------- | ---------------------------------------------------------------------------------- | ----------------- | ------------------ |
| I/98          | Missa brevis            | 4 voci, 2 violini, 2 trombe ad lib., 3 tromboni ad lib. e basso continuo           | 1664              | autenticità dubbia |
| I/159         | Missa visitationis BVM  | 4 voci, 2 violini, 2 trombe, 3 tromboni e basso continuo                           | 1665              |                    |
| I/265         | Missa salvatoris        | 4 voci, 2 violini, 3 viole, 2 trombe, 3 tromboni ad lib. e basso continuo (organo) | 1677              |                    |
| I/155         | Missa florida           | 5 voci, 2 violini, 3 viole, 2 trombe, 3 tromboni e basso continuo (organo)         | 1678              |                    |
| I/148         | Missa bonae spei        | 4 voci, 2 violini, 2 viole, 2 trombe, 3 tromboni e basso continuo (organo)         | 1679              |                    |
| I/262         | Missa bonae valetudinis | 5 voci, 2 violini, 2 viole, 2 trombe, 3 tromboni ad lib. e basso continuo (organo) | 1681              |                    |
| I/273a        | Missa                   | 4 voci, 2 violini, 2 viole e organo                                                | 1682              |                    |
| I/203         | Missa martianlis        | voci, 2 violini, 2 viole, 2 trombe e 3 tromboni                                    | 1682              |                    |
| I/199         | Missa refugii           | 5 voci, 2 violini, 2 viole, 2 trombe, 3 trombon e basso continuo (organo)          | 1682              |                    |
| I/273b        | Missa S. Josephi        | 4 voci, 2 violini, 2 viole e organo                                                | 1682              |                    |
| I/197         | Missa clamantium        | 4 voci, 2 violini, 2 viole, 2 clarini ad lib. e organo                             | 1683              |                    |
| I/274b        | Missa misericordia      | 4 voci, 2 violini, 2 viole, 2 clarini ad lib. e organo                             | 1683              |                    |
| I/200         | Missa fidalitatis       | 4 voci, 2 violini, 2 viole, 2 trombe, 3 tromboni ad lib. e basso continuo (organo) |                   |                    |
| I/274a        | Missa Rogate            | 4 voci, 2 violini, 2 viole e basso continuo                                        |                   |                    |
| XIII/27       | Requiem                 | 4 voci, 3 viole e organo                                                           |                   |                    |

### Offertori e mottetti
| N. Inventario | Titolo                                      | Organico                                                         | Data composizione | Note               |
| ------------- | ------------------------------------------- | ---------------------------------------------------------------- | ----------------- | ------------------ |
| II/107        | Transfige, o dulcissime                     | soprano, 2 violini, 2 tromboni, viola e organo                   | 1656              | autenticità dubbia |
| II/78, 337    | Pastores eja                                | 6 voci, 2 violini, 4 viole, violone organo                       | 1671              |                    |
| II/78a        | Ave martyr purpurat                         | 4 voci, 2 violini, 5 viole e organo                              | dopo il 1672      |                    |
|               | In confessione laudis                       | 4 voci, 2 violini, 2 viole, 2 trombe e organo                    | 1675 ca.          |                    |
| II/72         | Vidi Dominum sedentem                       | 4 voci, 2 violini, 2 viole, 3 tromboni e organo                  | 1677              |                    |
| II/319        | Congavdete mecum                            | 4 voci, 2 violini, 3 viole e organo                              | 1677              |                    |
| II/83         | Medicamen contra pestem                     | 4 voci, 2 violini, 2 viole, 3 tromboni e basso continuo (organo) | 1679              |                    |
| II/783        | Stella caeli extirpavit                     | 4 voci, 2 violini, 2 viole, violone, trombone e organo           | 1679              |                    |
| II/67         | Usquequo exaltabuntur                       | 4 voci, 2 violini, 2 viole, 3 tromboni e organo                  | 1683              |                    |
| II/79/2       | Usquequo peccatores                         | 4 voci, 2 violini, 2 viole e organo                              | 1685              |                    |
| II/79/4       | Quasi sidus lucidissimum                    | 4 voci, 2 violini, 2 viole e organo                              | 1685              |                    |
| II/79/8       | Vide, Domine, afflictionem                  | 4 voci, 2 violini, 2 viole e organo                              | 1685              |                    |
| II/79c        | Adeste cherubim, venite seraphim            | 4 voci, 2 violini, 2 viole e organo                              | 1685              |                    |
| II/791        | Estote fortes in bello                      | 4 voci, 2 violini, 2 viole e organo                              | 1685              |                    |
| II/795        | Cum complesset Salomon                      | 4 voci, 2 violini, 2 viole e organo                              | 1685              |                    |
| II/796        | Media nocte clamor                          | 4 voci, 2 violini, 2 viole e organo                              | 1685              |                    |
| II/797        | O rex gloriae                               | 4 voci, 2 violini, 2 viole e organo                              | 1685              |                    |
| II/77         | Ave sanctissimum redemptoris nostris corpus | 4 voci, 2 violini, 2 viole, violone, 3 tromboni e organo         | 1687              |                    |
| II/121        | Benedicite gentes                           | 4 voci, 2 violini, 2 viole e organo                              | 1687              |                    |
| II/250        | Exurgat Deus et dissipentur                 | 4 voci, 2 violini, 2 viole, 2 trombe, 3 tromboni e organo        | 1687              |                    |

### Vespri, litanie e antifone
| N. Inventario | Titolo                                | Organico                                                                                | Data composizione | Note               |
| ------------- | ------------------------------------- | --------------------------------------------------------------------------------------- | ----------------- | ------------------ |
| III/6         | Confitebor tibi Domine                | 6 voci, 2 violini e 3 tromboni                                                          | 1660              | autenticità dubbia |
| VI/3          | Salve regina                          | basso, 2 violini, 2 viole e organo                                                      | 1666              |                    |
| V/9           | Litaniae laurentanae                  | 4 voci, 2 violini, 2 viole, 2 trombe e organo                                           | 1668              |                    |
| VI/25         | Salve regina                          | 4 voci, 3 viole, violone e organo                                                       | 1671              |                    |
| V/38          | Litaniae laurentanae                  | 4 voci, 2 violini, 3 tromboni ad lib. e organo                                          | 1674              |                    |
| V/59          | Litaniae laurentanae                  | 4 voci, 4 viole, 3 tromboni, violone e organo                                           | 1674              |                    |
| V/39          | Litaniae BVM breves simplices         | 4 voci, violone e organo                                                                | 1675              |                    |
| III/118a      | Vesperae breves                       | 4 voci e organo                                                                         | 1677              | solo Dixit         |
| IX/10/1       | Regina coeli                          | 2 voci e strumenti                                                                      | 1678              |                    |
| IX/10/2       | Regina coeli                          | 2 voci e strumenti                                                                      | 1678              |                    |
| V/76          | Litaniae laurentanae                  | 4 voci, 2 violini, 3 viole, 2 trombe, 3 tromboni e organo                               | 1680              |                    |
| V/77          | Litaniae laurentanae                  | 4 voci, 2 violini, 3 viole, 3 tromboni e organo                                         | 1680              |                    |
| III/50        | Vesperae de confessore                | 4 voci, 2 violini, 3 viole ad lib., 3 tromboni ad lib., viole e basso continuo (organo) | 1680 ca.          |                    |
| VI/11/2       | Litaniae laurentanae                  | 4 voci, 2 violini, 3 viole e organo                                                     | 1681              |                    |
| VI/11a        | Salve regina                          | 4 voci, 2 violini, 2 viole e organo                                                     | 1681              |                    |
| III/53        | Vesperae dominicales et de confessore | 4 voci, 2 violini, 2 viole e organo                                                     | 1692              |                    |

### Composizioni strumentali
| N. Inventario | Titolo                     | Organico                                                               | Data composizione | Note               |
| ------------- | -------------------------- | ---------------------------------------------------------------------- | ----------------- | ------------------ |
| IV/147        | Sonata a 10                | 2 violini, 3 viole, 2 viole da gamba, 2 trombe e organo                | 1665              |                    |
| IV/201        | Sonata vespertina          | 2 violini, 2 trombe, 3 tromboni e basso continuo                       | 1665              |                    |
| IV/9          | Sonata S Mauritii          | 2 violini, 2 trombe, 3 viole e 3 tromboni ad lib.                      | 1666              |                    |
| IV/11         | Sonata laetitiae           | 2 violini e 3 viole                                                    | 1666              |                    |
| IV/25         | Sonata paschalis           | 2 violini, 2 viole e basso continuo                                    | 1666              |                    |
| IV/40         | Sonata sancti Spiritus     | 2 violini e 3 viole                                                    | 1666              |                    |
| IV/69         | Sonata a 7                 | 2 violini, 3 violoni, 2 trombe e organo                                | 1666              |                    |
| IV/146        | Sonata a 5                 | 2 violini, 3 viole e organo                                            | 1666              |                    |
| IV/156        | Sonata a 6                 | 2 violini, 4 viole e organo                                            | 1666              |                    |
| IV/157        | Sonata a 7                 | 2 violini, 3 viole, 2 trombe e organo                                  | 1666              |                    |
| IV/178        | Sonata a 10                | 2 violini, 2 viole, 2 trombe, 3 tromboni e organo                      | 1666              |                    |
| IV/181        | Sonata a 6                 | 2 violini, 3 viole e organo                                            | 1666              |                    |
| IV/198        | Sonata a 10                | 2 violini, 2 viole, 2 trombe, 3 tromboni e organo                      | 1666              |                    |
| IV/70         | Sonata a 5                 | violino, 2 viole, tromba, trombone e organo                            | 1666 ca.          |                    |
| IV/177        | Sonata a 6                 | 2 violini, tromba, 2 cornetti, violone e organo                        | 1666 ca.          |                    |
| IV/35         | Sonata la posta            | 3 violini e 3 tromboni                                                 | 1667              |                    |
| IV/47         | Sonata a 5                 | 2 violini, 3 viole e organo                                            | 1667              |                    |
| IV/140        | Sonata a 5                 | 2 violini, 3 tromboni e organo                                         | 1667              |                    |
| IV/141        | Sonata a 4                 | 2 violini, 2 viole e organo                                            | 1667              |                    |
| IV/189        | Sonata a 5                 | 2 violini, 3 viole e organo                                            | 1667              |                    |
| IV/214        | Sonata a 5                 | 2 violini, 3 viole e organo                                            | 1667              |                    |
| IV/13         | Sonata a 8                 | violino, 3 viole, tromba, 3 tromboni e organo                          | 1667 ca.          |                    |
| IV/176        | Sonata tribus quadrantibus | violino, tromba, trombone e basso continuo                             | 1667 ca.          |                    |
| XIV/91        | Serenata                   | violino, 2 viole, 2 trombe e clavicembalo                              | 1670              |                    |
| XIV/180       | Balletti pro tabula        | 2 violini, 2 viole, violone e organo                                   | 1670              |                    |
| XIV/123       | Balletti                   | violino, 2 viole, tromba, 2 tromboni e clavicembalo                    | 1670 ca.          | autenticità dubbia |
| IV/202        | Sonata natalis             | 2 violini, 4 viole, 2 trombe e basso continuo                          | 1674              |                    |
| XIV/92        | Intrada con altre ariae    | violino, 2 viole, violone, 3 piffari, fagotto, 2 trombe e organo       | 1679              |                    |
| XIV/98        | Serenata                   | 2 violini, 2 viole, 2 violoni, 5 tromboni e timpani                    | 1680              |                    |
| XIV/124       | Intrada                    | violino, 2 viole, violone, 2 trombe e clavicembalo                     | 1683              |                    |
| IV/199        | Sonata venatoria           | violino, 2 viole, 2 trombe e basso continuo                            | 1684              |                    |
| XIV/165       | Balletti per il carenuale  | violino, 2 viole, violone, 2 trombe, 3 piffari, clavicembalo e violone | 1688              |                    |
| IV/224        | Sonata a 5                 | violino, 2 viole, 2 trombe, violone e organo                           | 1689              |                    |
| XIV/245       | Ingressus                  | violino, 2 viole, 2 trombe e basso continuo                            | prima del 1690    |                    |
| XIV/45        | Serenata                   | violino, 3 viole, 5 trombe, violone/clavicembalo e timpani             | 1691              |                    |
| XIV/44        | Offertur ad 2 choros       | 2 violini, 6 viole e violone/clavicembalo                              | 1692              |                    |
| IV/200        | Sonata a 5                 | violini, 2 viole, 2 trombe e organo                                    | dopo il 1680      |                    |
| IV/10, 13     | Sonata S Petri et Pauli    | tromba, 3 tromboni, violino e 3 viole                                  |                   |                    |
| IV/43         | Sonata a 4 Be mollis       | tromba, violino, 2 viole e basso continuo                              |                   |                    |